# Paris (album de Zaz)
Pour les articles homonymes, voir Paris (homonymie).
Albums de Zaz
Recto verso
(2013) Sur la route
(2015)
Paris est le troisième album de la chanteuse Zaz, sorti le 10 novembre 2014. Il s'agit d'un album de reprises de chansons dont le thème commun est la joie de vivre dans la capitale française. 
À cette occasion, la chanteuse se livre à trois duos avec des invités : la chanteuse canadienne Nikki Yanofsky (sur J'aime Paris), Thomas Dutronc (sur La Romance de Paris) et Charles Aznavour (sur J'aime Paris au mois de Mai).

## Liste des pistes
| 1.    | Paris sera toujours Paris                               | Albert Willemetz                          | Casimir Oberfeld                 | 02:58 |
| 2.    | Sous le ciel de Paris                                   | Jean Dréjac                               | Hubert Giraud                    | 03:54 |
| 3.    | La Parisienne                                           | Françoise Mallet-Joris et Michel Grisolia | Marie-Paule Belle                | 03:00 |
| 4.    | Dans mon Paris                                          | Zaz                                       | Guillaume Juhel                  | 03:18 |
| 5.    | Les Champs-Élysées                                      | Michael Deighan (en), Pierre Delanoë (fr) | Michael Wilshaw                  | 02:55 |
| 6.    | À Paris                                                 | Francis Lemarque                          | Francis Lemarque                 | 03:17 |
| 7.    | J’aime Paris (duo avec Nikki Yanofsky)                  | Cole Porter (en), Matthieu Boggaerts (fr) | Cole Porter                      | 03:01 |
| 8.    | La Romance de Paris (duo avec Thomas Dutronc)           | Charles Trenet                            | Charles Trenet et Léo Chauliac   | 04:02 |
| 9.    | Paris Canaille                                          | Léo Ferré                                 | Léo Ferré                        | 03:31 |
| 10.   | La Complainte de la Butte                               | Jean Renoir                               | Georges van Parys                | 03:19 |
| 11.   | J’aime Paris au mois de Mai (duo avec Charles Aznavour) | Charles Aznavour                          | Charles Aznavour et Pierre Roche | 04:05 |
| 12.   | Paris, l’après-midi (chanson originale)                 | Ilan Abou et Thierry Faure                | John Lewis                       | 02:24 |
| 13.   | J'ai deux amours                                        | Georges Koger et Henri Varna              | Vincent Scotto                   | 03:26 |
| 43:09 |                                                         |                                           |                                  |       |